# Hartheim (AktionT4)
Pour les articles homonymes, voir Hartheim.

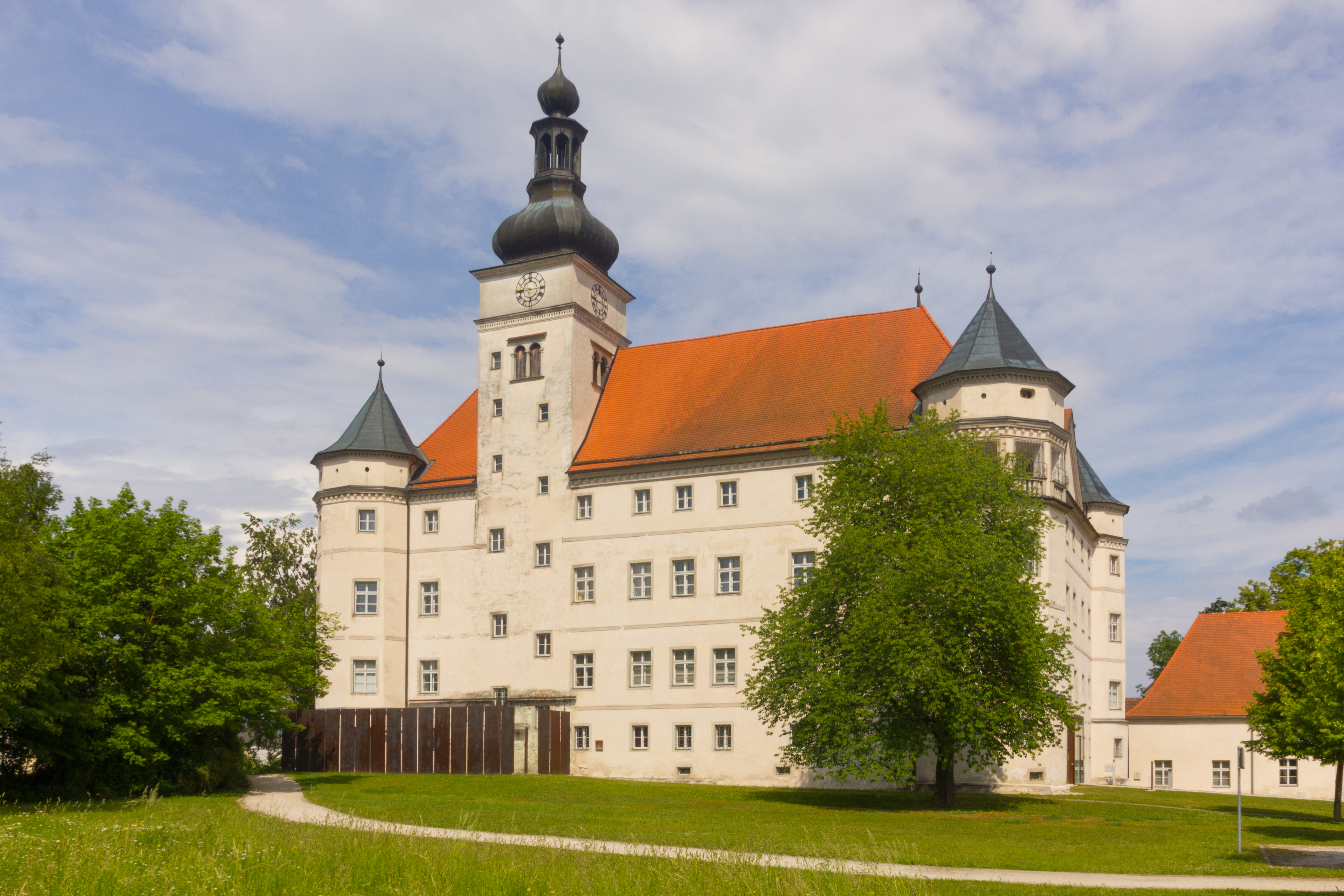
Château de Hartheim, Alkoven, Autriche.

Le centre de mise à mort de Hartheim (Allemand : NS-Tötungsanstalt Hartheim) était un lieu d'exécution de prisonniers dans le cadre du programme Nazi Aktion T4, qui consistait à exterminer systématiquement par asphyxie les citoyens allemands présentant un déficit mental ou physique. À l'origine, la législation autorisait des euthanasies non consenties pour permettre la mise à mort de patients atteints d'une maladie incurable ; néanmoins, les exécutions ont perduré après l'abrogation de la loi en 1942 et ont aussi frappé des Juifs, des communistes et d'autres profils que l'État considérait comme indésirables. Des prisonniers des camps de concentration, s'ils n'étaient pas en état de travailler, étaient eux aussi envoyés au centre de Hartheim, de même que ceux jugés perturbateurs. Le centre de mise à mort se trouvait dans le château de Hartheim, sur le territoire de la municipalité d'Alkoven, près de Linz en Haute-Autriche.

## Statistiques du centre de Hartheim
En juin 1945, lors de l'enquête des forces armées des États-Unis sur le centre d'exécution par le gaz, l'officier enquêteur Charles Dameron force un coffre-fort en acier où se trouvaient les statistiques de Hartheim. Cette plaquette de 39 pages, à usage interne dans le cadre du programme Aktion T4, recensait les statistiques mensuelles d'exécution des patients physiquement et mentalement handicapés (que le document évoque sous le terme de « désinfection ») dans les six centres de mise à mort sur le territoire du Troisième Reich. En 1968 et 1970, un ancien employé, entendu en tant que témoin, révèle qu'il a dû compiler les données fin 1942. Aux statistiques de Hartheim était jointe une page de calcul selon laquelle la « désinfection » de 70 273 personnes, présentant une espérance de vie de 10 ans, avait économisé une quantité de nourriture équivalant à 141 775 573,80 Reichsmarks.

### Victimes lors de la première phase d'extermination à Hartheim
D'après les statistiques de Hartheim, 18 269 personnes ont été exécutées dans les chambres à gaz du château sur la période de 16 mois entre mai 1940 et le 1er septembre 1941 :
| 1940 | 1940 | 1940  | 1940  | 1940  | 1940  | 1940  | 1940 | 1941 | 1941  | 1941 | 1941  | 1941  | 1941  | 1941 | 1941  | Total des victimes |
| Mai  | Juin | Juil  | Août  | Sept  | Oct   | Nov   | Déc  | Jan  | Fév   | Mars | Avril | Mai   | Juin  | Juil | Août  | Total des victimes |
| ---- | ---- | ----- | ----- | ----- | ----- | ----- | ---- | ---- | ----- | ---- | ----- | ----- | ----- | ---- | ----- | ------------------ |
| 633  | 982  | 1,449 | 1,740 | 1,123 | 1,400 | 1,396 | 947  | 943  | 1,178 | 974  | 1,123 | 1,106 | 1,364 | 735  | 1,176 | 18,269             |

Ces statistiques portent seulement sur la première phrase du programme Aktion T4, à laquelle Adolf Hitler a mis fin le 24 août 1941 en raison des protestations de l'église catholique romaine.
Au total, certaines estimations veulent que 30 000 personnes aient été tuées à Hartheim, dont les personnes malades et handicapées ainsi que des détenus de camps de concentration. Les prisonniers étaient asphyxiés par intoxication au monoxyde de carbone.

### Programme 14 f 13 de «traitement spécial»
Trois jours seulement après la fin officielle des opérations d'Aktion T4, un camion est arrivé à Hartheim, transportant 70 détenus juifs du camp de concentration de Mauthausen qui ont été exécutés au château. Hartheim a atteint une notoriété particulière non seulement parce qu'il détenait le record des exécutions de malades mais aussi en tant que participant à Aktion 14f13 : c'est à Hartheim que sont assassinés la plupart des prisonniers de camps de concentration ; selon les estimations, les victimes s'élèvent à 12 000.
Les détenus de Mauthausen, s'ils n'étaient plus capable de travailler (notamment dans les carrières) et ceux qui étaient indésirables sur le plan politique étaient envoyés à Hartheim, où ils étaient exécutés. Dans les documents officiels, ces transferts étaient maquillés sous le nom de « permission récréative ». Dans la catégorie « malades » étaient enregistrés les « Germanophobes », les « communistes », les « fanatiques polonais ». À partir de 1944, les prisonniers n'étaient plus sélectionnés par des médecins dans le cadre du programme Ation T4 : l'objectif consistait simplement à dégager rapidement de l'espace au camp de Mauthausen. D'autres convois provenaient de Gusen et vraisemblablement de Ravensbruck en 1944, composés de détenues qui, souvent, étaient atteintes de tuberculose ou considérées comme mentalement déficientes.

## Victimes

### Victimes notables
- Franz Haindl (1879-1941), ancien député au Reichstag
- Bernhard Heinzmann (1903–1942), prêtre catholique allemand
- Friedrich Karas (de) (1895–1942), prêtre catholique autrichien
- Jan Maria Michał Kowalski (en) (1871–1942)
- Ida Maly (1894–1941), artiste autrichienne
- Werner Sylten (de) (1893–1942), théologien protestant
- Marie Caroline de Saxe-Cobourg-Gotha (1899-1941)[9],[10]
- Hilde Ephraim (1905-1940), membre du Parti socialiste ouvrier d'Allemagne

### Membres du clergé
Des prêtres ont été exécutés : 310 Polonais, 7 Allemands, 6 Tchèques, 4 Luxembourgeois, 3 Hollandais et 2 Belges. Beaucoup d'entre eux proviennent du Block des prêtres du camp de concentration de Dachau.

### Sources
- Henry Friedlander (en), Johanna Friedmann (trans.): Der Weg zum NS-Genozid. Von der Euthanasie zur Endlösung. Berlin-Verlag, Berlin 1997,  (ISBN 3-8270-0265-6). – Inhaltsverzeichnis online (pdf).
- Heinz Eberhard Gabriel (ed.), Wolfgang Neugebauer (ed.): Vorreiter der Vernichtung? Von der Zwangssterilisierung zur Ermordung. Zur Geschichte der NS-Euthanasie in Wien, Vol. 2. Böhlau, Vienna, 2002,  (ISBN 3-205-99325-X). – contents online (pdf).
- Mireille Horsinga-Renno, Martin Bauer (trans.): Der Arzt von Hartheim: Wie ich die Wahrheit über die Nazi-Vergangenheit meines Onkels herausfand. rororo paperback. Rowohlt, Reinbek bei Hamburg, 2008,  (ISBN 978-3-499-62307-3). – text online.
- Brigitte Kepplinger: Die Tötungsanstalt Hartheim 1940–1945. 21 pages. o. J., o. O. – full text online (pdf).
- Brigitte Kepplinger (ed.), Gerhart Marckhgott (ed.), Hartmut Reese (ed.): Tötungsanstalt Hartheim. 2nd expanded edition. Oberösterreich in der Zeit des Nationalsozialismus, Vol. 3. Oberösterreichisches Landesarchiv, Linz 2008,  (ISBN 978-3-900313-89-0). – description of contents online (pdf).
- Ernst Klee (ed.): Dokumente zur Euthanasie. (Original ed. from 1985). Fischer-Taschenbücher, Vol. 4327. Fischer, Frankfurt am Main, 1997,  (ISBN 3-596-24327-0).
- Ernst Klee: Deutsche Medizin im Dritten Reich. Karrieren vor und nach 1945. S. Fischer, Frankfurt am Main 2001,  (ISBN 3-10-039310-4). (Chapter 10: Österreich).
- Ernst Klee: Euthanasie im NS-Staat: die Vernichtung lebensunwerten Lebens. unabridged edition, 12th ed. Fischer-Taschenbücher, Vol. 4326. S. Fischer, Frankfurt am Main, 2009,  (ISBN 3-596-24326-2).
- Ernst Klee: Euthanasie im Dritten Reich. Die Vernichtung lebensunwerten Lebens. fully reworked edition. Fischer-Taschenbücher, Vol. 18674, Die Zeit des Nationalsozialismus. Fischer, Frankfurt am Main, 2010,  (ISBN 978-3-596-18674-7). – Inhaltstext online. (formerly under the title: Euthanasie im NS-Staat).
- Walter Kohl: Die Pyramiden von Hartheim. Euthanasie in Oberösterreich 1940 bis 1945. Edition Geschichte der Heimat. Steinmaßl, Grünbach, 1997,  (ISBN 3-900943-51-6). – Inhaltsverzeichnis online (pdf).
- Walter Kohl: "Ich fühle mich nicht schuldig". Georg Renno, Euthanasiearzt. Paul-Zsolnay-Verlag, Vienna, 2000,  (ISBN 3-552-04973-8).
- Kurt Leininger: Verordnetes Sterben – verdrängte Erinnerungen. NS-Euthanasie in Schloss Hartheim. Verlagshaus der Ärzte, Vienna, 2006,  (ISBN 978-3-901488-82-5).
- Tom Matzek: Das Mordschloss. Auf den Spuren von NS-Verbrechen in Schloss Hartheim. 1. Auflage. Kremayr & Scheriau, Vienna, 2002,  (ISBN 3-218-00710-0). (Description of contents).
- Johannes Neuhauser (ed.): Hartheim – wohin unbekannt. Briefe & Dokumente. Publication P No 1 – Bibliothek der Provinz. Bibliothek der Provinz, Weitra, 1992,  (ISBN 3-900878-47-1).
- Franz Rieger: Schattenschweigen oder Hartheim. Roman. (Zeitkritischer Roman). Styria, Graz (u.a.) 1985,  (ISBN 3-222-11641-5). (Ausgabe 2002:  (ISBN 3-85252-496-2)).
- Jean-Marie Winkler, Gazage de concentrationnaires au château de Hartheim. L'action 14f13 en Autriche annexée. Nouvelles recherches sur la comptabilité de la mort, éditions Tirésias - Michel Reynaud, Paris, 2010  (ISBN 9782915293616)